# 25 de septiembre
El 25 de septiembre es el 268.º (ducentésimo sexagésimo octavo) día del año —el 269.º (ducentésimo sexagésimo noveno) en los años bisiestos— en el calendario gregoriano. Quedan 97 días para finalizar el año.

## Acontecimientos
- 275: en Roma, tras el asesinato del emperador Aureliano, el Senado nombra emperador a Claudio Tácito.
- 1066: la batalla del puente Stamford ―donde muere el rey vikingo Harald III― marca el fin de la invasiones vikingas en Inglaterra.
- 1373: Manuel II es coronado coemperador de los romanos.
- 1396: en Nicópolis, el rey otomano Bayaceto I derrota a un ejército cruzado.
- 1493: en Cádiz (España), el genovés Cristóbal Colón parte a su segundo viaje.
- 1513: en Panamá, Vasco Núñez de Balboa es el primer europeo conocido que ve el océano Pacífico, al que llama Mar del Sur.
- 1555: la Paz de Augsburgo fue firmada.
- 1625: en Puerto Rico, Balduino Enrico atacó San Juan sitiando el Castillo San Felipe del Morro y La Fortaleza.
- 1690: en los Estados Unidos, Benjamin Harris publica la primera revista estadounidense, llamada Publick Ocurrences Both Foreign and Domestick, cuya publicación fue la primera y la última, por considerarse ofensivo su contenido.
- 1728: en Caracas (Venezuela) se crea la Real Compañía Guipuzcoana para encargarse del comercio venezolano con España.
- 1808: en España se constituye la Junta Suprema Central Gubernativa.
- 1821 (domingo): en Trípoli (Grecia) ―en el marco de la guerra de Independencia de Grecia― sucede el tercer y último día de la Masacre de Trípoli: desde anteayer viernes el ejército griego tortura y asesina a 30 000 hombres, mujeres y niños civiles (la mayoría turcos, y una minoría de judíos).
- 1828: la Conspiración Septembrina atenta contra la vida de Simón Bolívar, lo cual influye en su renuncia como primer mandatario de la República de Colombia (o Gran Colombia). Resultan sospechosos Francisco de Paula Santander y Mariano Ospina Rodríguez.
- 1846: en México, fuerzas estadounidenses capturan la ciudad mexicana de Monterrey.
- 1868: en Ginebra (Suiza) se crea la Alianza Internacional de la Democracia Socialista, de inspiración anarquista.
- 1890: en California (Estados Unidos) inicia sus servicios el parque nacional de Yosemite, el primer parque nacional moderno.
- 1890:En San Diego (Estados Unidos) da inicio la carrera Steel Ball Run, una de las carreras más importantes de Estados Unidos.
- 1906: en presencia del Rey y ante una multitud, Leonardo Torres Quevedo demostró con éxito el invento del telekino en el puerto de Bilbao, controlando un bote desde la orilla, en lo que es considerado el nacimiento del control remoto y el mando a distancia.
- 1926: en los Estados Unidos, Henry Ford anuncia la semana laboral de cinco días a la semana, ocho horas por día.
- 1944: derrota aliada en la operación Market-Garden:
- 1956: entra en operaciones el TAT-1, el primer cable telefónico transoceánico.
- 1957: en Haití, es elegido presidente vitalicio el dictador François Duvalier (1907-1971), quien convirtió a su país en el más pobre del mundo, y que será sucedido en 1971 por el dictador Jean-Claude Duvalier (1951-2014).
- 1959: en Sri Lanka, el monje budista Talduwe Somarama hiere mortalmente al primer ministro Solomon Bandaranaike, quien morirá al día siguiente.
- 1962: en el norte de África se proclama formalmente la República Democrática Popular de Argelia. Ferhat Abbas es elegido presidente del Gobierno provisional.
- 1962: en la provincia de Barcelona hay más de 700 muertos por las inundaciones provocadas por las lluvias torrenciales que también afectaron a Castellón y Baleares. El río Besós alcanzó los 3000 m³/s y la Rambla de la Viuda 1500 m³/s.
- 1963: en República Dominicana, una junta cívico-militar (con el respaldo de Estados Unidos) derroca al presidente Juan Bosch y Gaviño.
- 1972: en Noruega, el pueblo rechaza en referéndum ingresar en la Comunidad Económica Europea.
- 1973: la segunda tripulación de la estación Skylab regresa a la Tierra.
- 1979: En Broadway se estrena la ópera rock Evita inspirada en la vida de la personalidad líder argentina Eva Perón.
- 1981: en Nueva York, Belice se une a las Naciones Unidas.
- 1982: En Las Vegas, Keke Rosberg se proclama campeón del mundo de Fórmula 1.
- 1985: En España, los GAL (organización terrorista de inspiración ultraderechista), perpetran el atentado del hotel Monbar, en el que asesinan a cuatro etarras.[1]
- 1991: en Nueva York se realiza un acuerdo para llegar a la paz en El Salvador.
- 1992: Estados Unidos lanza hacia Marte la sonda Mars Observer, con la cual se perderá contacto tres días antes de que entre en órbita marciana.
- 1995: en México ―sin ceremonias formales ni festejos de fin de programa― se emite el último capítulo de la serie Chespirito (de Roberto Gómez Bolaños).
- 1998: al norte de la ciudad de Melilla, se accidenta la aeronave BAe-146-100.
- 1998: en Argentina, Canal 13 realizó la primera transmisión experimental de televisión digital de alta definición (HDTV) en el país.
- 2003: en Japón, la costa de Hokkaidō es sacudida por un terremoto de 8,0 grados.
- 2003: en Reino Unido el Queen Mary 2 realiza su primer viaje.
- 2003: en una polémica conferencia de prensa, Jorge González ―entonces cantante de la banda chilena Los Prisioneros― arroja al suelo los micrófonos, grabadoras y vasos con agua, tras ofuscarse por una pregunta relacionada con la salida de su excompañero Claudio Narea de la banda.
- 2005: en Brasil, el piloto español Fernando Alonso se convierte en el campeón del mundo de Fórmula 1 más joven de la historia ―hasta 2008―, y el único español en conseguirlo.
- 2005: en Perú, un terremoto de 7,0 de magnitud sacude a la Amazonía, destruyendo a la ciudad de Lamas.
- 2011: se celebra la última corrida de toros de la Monumental de Barcelona, tras ser prohibidas por el Parlamento de Cataluña en 2010; el cartel lo componían Juan Mora, José Tomás y Serafín Marín, con toros de la ganadería de El Pilar. El Tribunal Constitucional anuló la prohibición en septiembre de 2016.
- 2012: en Madrid, España tiene lugar una gran concentración de protesta ante el edificio del Congreso de los Diputados convocada bajo el lema Ocupa el Congreso (que más tarde se llamaría Rodea el Congreso).  La policía tendría que actuar para disolver a los manifestantes, produciéndose 35 detenciones, y resultando heridas 64 personas (28 de los cuales necesitaron hospitalización).
- 2013: en Arequipa (Perú) sucede un terremoto de 7,0 de magnitud.[2]

## Nacimientos
- 1403: Luis III de Nápoles, rey de Nápoles (f. 1434).
- 1417: Diego Hurtado de Mendoza, noble y político castellano (f. 1479).
- 1525: Steven Borough, explorador y navegador británico (f. 1584).
- 1536: Juan de Mariana, jesuita, teólogo e historiador español (f. 1624).
- 1599: Francesco Borromini, arquitecto y escultor italiano de origen suizo (f. 1667).
- 1644: Ole Rømer, astrónomo danés (f. 1710).
- 1683: Jean-Philippe Rameau, compositor francés (f. 1764).
- 1694: Henry Pelham, político británico, primer ministro del Reino Unido (f. 1754).
- 1711: Qianlong, emperador chino (f. 1799).
- 1718: Martin Johann Schmidt, pintor austríaco (f. 1801).
- 1740: Hercules Mulligan, sastre y espía irlandés (f. 1825).
- 1744: Federico Guillermo II, rey prusiano (f. 1797).
- 1764: Fletcher Christian, marino británico (f. 1793).
- 1765: Etienne Jacques Joseph MacDonald, militar francés (f. 1840).
- 1766: Richelieu, político, aristócrata y primer ministro francés (f. 1822).
- 1773: Agostino Bassi, entomólogo italiano (f. 1856).
- 1782: Charles Robert Maturin, novelista y dramaturgo irlandés (f. 1824).
- 1796: Antoine-Louis Barye, escultor francés (f. 1875).
- 1799: Luisa Cáceres de Arismendi, independentista venezolana (f. 1866).
- 1801: Eduard Knoblauch, arquitecto alemán (f. 1865).
- 1821: Juan Isern Battló y Carrera, botánico español (f. 1866).
- 1839: Karl Alfred von Zittel, paleontólogo alemán (f. 1904).
- 1862: Léon Boëllmann, organista y compositor francés (f. 1897).
- 1862: Billy Hughes, político australiano, primer ministro entre 1915 y 1923 (f. 1952).
- 1866: Thomas Hunt Morgan, fisiólogo, genetista y embriólogo estadounidense, premio Nobel de Medicina en 1933 (f. 1945).
- 1867: Yevgeny Miller, general ruso (f. 1938).
- 1875: Fernando Álvarez de Sotomayor, pintor español (f. 1960).
- 1877: Plutarco Elías Calles, político mexicano, presidente entre 1924 y 1928 (f. 1945).
- 1881: François Pellegrin, botánico francés (f. 1965).
- 1881: Lu Xun, escritor chino (f. 1936).
- 1885: Mineichi Koga, almirante japonés (f. 1944).
- 1886: Jesús Guridi, músico español (f. 1961).
- 1887: Jerónimo Méndez, político chileno (f. 1959).
- 1890: José Rubén Romero, escritor y diplomático mexicano (f. 1952).
- 1891: Mariano Juan María de la Cruz García Méndez, religioso español (f. 1936).
- 1893: Harald Cramér, matemático sueco (f. 1985).
- 1894: Guillermo Barbieri, compositor, cantante y guitarrista argentino (f. 1935).
- 1896: Sandro Pertini, periodista y político italiano, 7.º presidente de Italia (f. 1990).
- 1896: Roberto Gerhard, compositor español (f. 1970).
- 1897: William Faulkner, escritor estadounidense, premio Nobel de Literatura en 1949 (f. 1962).
- 1901: Robert Bresson, cineasta francés (f. 1999).
- 1903: Mark Rothko, pintor estadounidense de origen lituano (f. 1970).
- 1906: José Pepe Figueres Ferrer, presidente costarricense (f. 1990).
- 1906: Dmitri Shostakóvich, compositor ruso (f. 1975).
- 1907: Pedro Jesús Rodríguez, abogado chileno (f. 1982).
- 1911: Eric Eustace Williams, historiador trinitense, primer ministro entre 1962 y 1981 (f. 1981).
- 1911: Lillian Ngoyi, activista sudafricana anti-apartheid, primera mujer en la ejecutiva del Congreso Nacional Africano (f. 1980).
- 1912: Francisco Rovira Beleta, director de cine español (f. 1999).
- 1913: Maria Tănase, cantante y actriz rumana (f. 1963).
- 1913: Josef Bican, futbolista austríaco (f. 2001).
- 1914: Elena Lucena, actriz argentina (f. 2015).
- 1915: Ethel Rosenberg, espía estadounidense (f. 1953).
- 1916: Jessica Anderson, escritora australiana (f. 2010).
- 1918: Oscar Blottita Blotta, dibujante, historietista y publicista argentino (f. 2007).
- 1920: Serguéi Bondarchuk, actor, cineasta y guionista ruso-ucraniano (f. 1994).
- 1921: Jacques Martin, historietista francés (f. 2010).
- 1921: Robert Muldoon, primer ministro neozelandés (f. 1992).
- 1922: Hammer DeRoburt, político nauruano, presidente entre 1968 y 1976 (f. 1992).
- 1923: Robert Laxalt, escritor estadounidense (f. 2001).
- 1923: Sam Rivers, saxofonista, clarinetista y compositor estadounidense (f. 2011).
- 1925: Silvana Pampanini, actriz italiana (f. 2016).
- 1925: Ana Sacerdote, artista abstracta ítalo-argentina.
- 1927: Colin Davis, director de orquesta y músico británico (f. 2013).
- 1927: Tomás Polanco Alcántara, escritor y político venezolano (f. 2002).
- 1928: Jorge Enea Spilimbergo, político, escritor y pensador argentino, fundador de la Izquierda nacional (f. 2004).
- 1929: Ronnie Barker, actor y guionista británico (f. 2005).
- 1929: Barbara Walters, presentadora de televisión, periodista, productora y escritora estadounidense (f. 2022).
- 1929: Justo Oscar Laguna, obispo argentino (f. 2011).
- 1929: Pepe Soriano, actor argentino (f. 2023).
- 1930: Elsa Aguirre, actriz mexicana.
- 1930: Isaac Chocrón, escritor venezolano (f. 2011).
- 1930: Shel Silverstein, poeta estadounidense (f. 1999).
- 1932: Glenn Gould, pianista canadiense (f. 1982).
- 1932: Juan José Rosón, político español (f. 1986).
- 1932: Adolfo Suárez, abogado y político español, presidente de Gobierno de España entre 1976 y 1981 (f. 2014).
- 1932: Charles Stanley, escritor, teólogo y pastor bautista estadounidense (f. 2023).
- 1933: Hubie Brown, baloncestista y entrenador estadounidense.
- 1933: Josef Němec, boxeador checo (f. 2013).
- 1936: Jaume Gil Aluja, catedrático español.
- 1936: Juliet Prowse, bailarina, cantante y actriz indosudafricana (f. 1996).
- 1936: Moussa Traoré, militar y político maliano, presidente de Malí entre 1974 y 1991 (f. 2020).
- 1938: Santiago Chalar, traumatólogo, poeta, compositor, músico y cantante uruguayo (f. 1994).
- 1938: Ron Hill, maratonista y empresario textil británico (f. 2021).
- 1938: Jonathan Motzfeldt, político groenlandés, 1.º primer ministro (f. 2010).
- 1938: Neville Lederle, piloto sudafricano de automovilismo (f. 2019).
- 1939: Feroz Khan, actor, director y productor indio (f. 2009).
- 1941: Raymundo Gleyzer, cineasta y periodista argentino (f. 1976).
- 1942: Oscar Natalio "Ringo" Bonavena, boxeador argentino (f. 1976).
- 1942: Henri Pescarolo, piloto y dueño de equipo de automovilismo francés.
- 1943: Robert Gates, político estadounidense.
- 1944: Michael Douglas, actor y productor estadounidense.
- 1944: Lucía Topolansky, política y exguerrillera uruguaya, esposa del presidente Pepe Mujica.
- 1945: Dee Dee Warwick, cantante estadounidense (f. 2008).
- 1946: Bryan MacLean, guitarrista estadounidense, de la banda Love (f. 1998).
- 1947: Cheryl Tiegs, modelo estadounidense.
- 1948: Kathi McDonald, cantante estadounidense (f. 2012).
- 1949: Pedro Almodóvar, cineasta y guionista español.
- 1949: Jeff Borowiak, tenista estadounidense.
- 1949: Ronaldo Caiado, político brasileño, Gobernador de Goiás desde 2019.
- 1950: Stanisław Szozda, ciclista polaco (f. 2013).
- 1951: Yardena Arazi, cantante israelí.
- 1951: Mark Hamill, actor estadounidense.
- 1951: Bernard Le Coq, actor francés.
- 1951: Bob McAdoo, baloncestista y entrenador estadounidense.
- 1952: Colin Friels, actor británico-australiano.
- 1952: Bell Hooks, escritor y activista estadounidense.
- 1952: Christopher Reeve, actor estadounidense (f. 2004).
- 1953: Marigen Hornkohl, política chilena.
- 1954: Joep Lange, médico y académico neerlandés (f. 2014).
- 1954: Juande Ramos, entrenador de fútbol español.
- 1955: Ludo Coeck, futbolista belga (f. 1985).
- 1955: Karl-Heinz Rummenigge, futbolista alemán.
- 1955: Steven Severin, músico británico, de la banda Siouxsie & the Banshees.
- 1955: Zúcchero, músico italiano
- 1956: W. Daniel Hillis, ingeniero, científico de computadoras y escritor estadounidense.
- 1956: Jamie Hyneman, presentador de televisión y diseñador de efectos especiales estadounidense.
- 1956: Kim Thompson, publicista estadounidense.
- 1957: Michael Madsen, actor y productor estadounidense (f. 2025).
- 1957: Vladimir Popovkin, general ruso (f. 2014).
- 1960: Íhor Belánov, futbolista ucraniano.
- 1960: Eduardo Yáñez, actor mexicano.
- 1960: Gerardo Márquez, militar y político venezolano, Gobernador de Trujillo desde 2021
- 1961: Heather Locklear, actriz y productora estadounidense.
- 1962:
  - Aida Turturro, actriz estadounidense.
  - Alés Bialiatski, activista político bielorruso nacido soviético, Premio Nobel de la Paz 2022.
- 1963: Tate Donovan, actor y director estadounidense.
- 1963: Mikael Persbrandt, actor sueco.
- 1964: Carlos Ruiz Zafón, escritor español (f. 2020).
- 1964: Kikuko Inoue, seiyū y cantante japonesa.
- 1965: Rafael Martín Vázquez, futbolista español.
- 1965: Scottie Pippen, baloncestista estadounidense.
- 1965: Rob Schmidt, director y guionista estadounidense.
- 1966: Jason Flemyng, actor británico.
- 1966: Bong Revilla, actor y político filipino.
- 1968: Merlina Licht, abogada y periodista argentina (f. 2010).
- 1968: Will Smith, actor y músico estadounidense.
- 1968: Jordán Rodas, político, abogado y notario guatemalteco.
- 1968: Friso de Orange-Nassau, príncipe neerlandés (f. 2013).
- 1969: Hal Sparks, actor estadounidense.
- 1969: Ron Bumblefoot Thal, guitarrista, compositor y productor estadounidense, de la banda Guns N' Roses.
- 1969: Catherine Zeta-Jones, actriz británica.

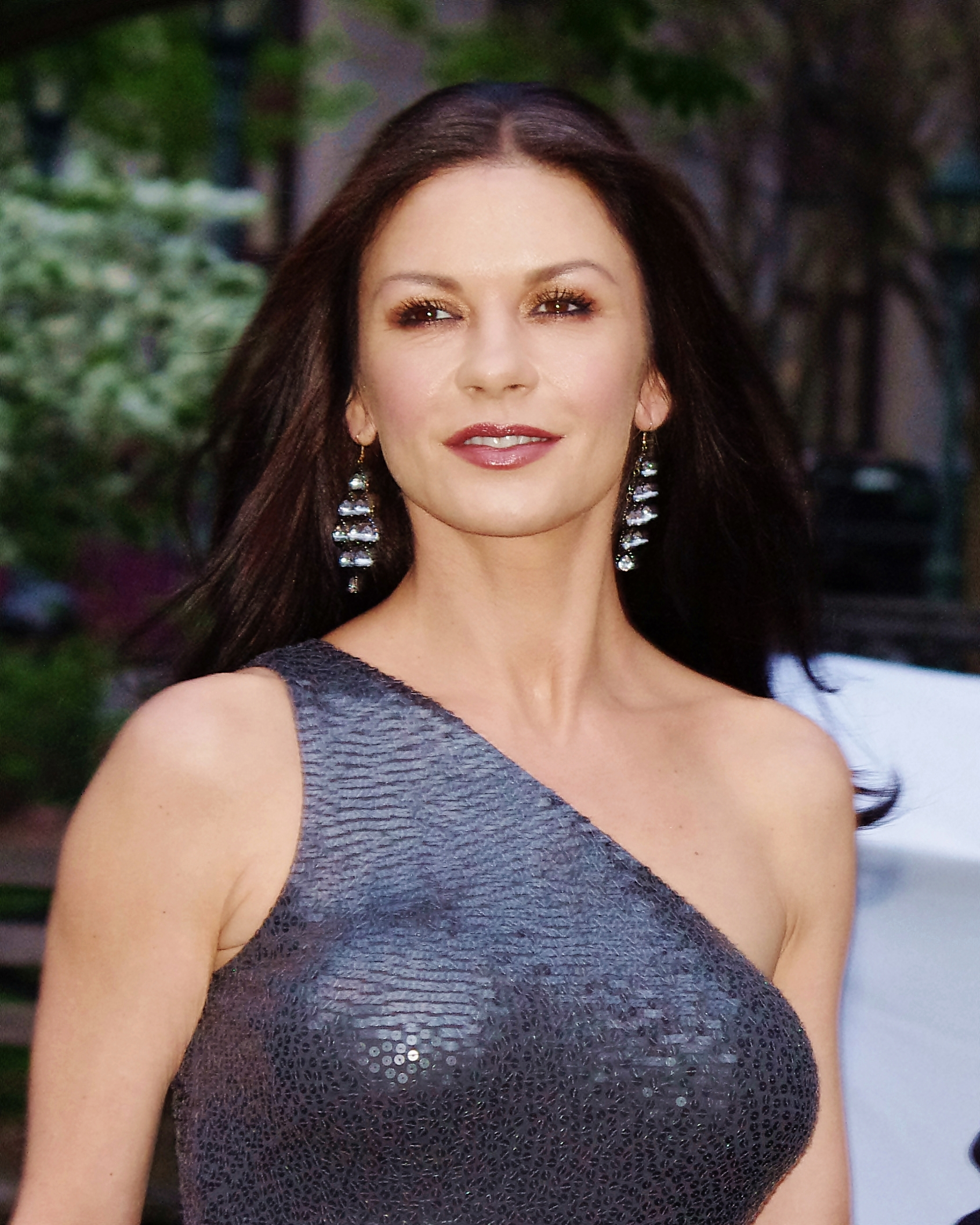

- 1970: Dean Ween, músico estadounidense, de la banda The Desert Sessions.
- 1970: David Benioff, guionista, productor y director estadounidense.
- 1971: Nikos Boudouris, baloncestista y entrenador griego.
- 1971: Axel Kicillof, economista y político argentino.
- 1971: Jessie Wallace, actriz británica.
- 1973: Tijani Babangida, futbolista nigeriano.
- 1973: Bridget Marquardt, modelo estadounidense.
- 1973: Bridgette Wilson, actriz estadounidense.
- 1974: Olivier Dacourt, futbolista francés.
- 1974: Daniel Kessler, guitarrista británico, de la banda Interpol.
- 1974: Alejo Ortiz, actor argentino.
- 1974: Mara Torres, periodista y novelista española.
- 1976: Charlotte Ayanna, actriz puertorriqueña, Miss Teen USA 1993.
- 1976: Chauncey Billups, baloncestista estadounidense.
- 1976: Armando Petit, futbolista portugués.
- 1976: Santigold, cantante-compositor y productor estadounidense, de la banda Stiffed.
- 1976: Chiara, cantante maltesa.
- 1976: Frank Lobos, futbolista chileno.
- 1976: Zé Elias, futbolista brasileño.
- 1976: Bobbie Williams, jugador de fútbol americano estadounidense.
- 1976: Diego Velázquez, actor argentino.
- 1976: Mónica Sanhueza, periodista chilena.
- 1977: Clea DuVall, actriz estadounidense.
- 1977: Joel David Moore, actor, director y productor estadounidense.
- 1977: Tempo, rapero puertorriqueño.
- 1978: Roudolphe Douala, futbolista camerunés.
- 1978: Rossif Sutherland, actor canadiense.
- 1978: Rafael de Medina Abascal, el XX duque de Feria y XVII marqués de Villalba, perteneciente a la casa de Feria y a la casa de Medinaceli.
- 1979: Rashad Evans, artista marcial estadounidense.
- 1979: Jean-René Lisnard, tenista francés.
- 1980: Olivia Molina, actriz española.
- 1980: T.I., rapero, productor y actor estadounidense, de la banda P$C.
- 1980: Nikola Žigić, futbolista serbio.
- 1981: Sarah Jayne Dunn, actriz británica.
- 1981: Angelo Palombo, futbolista italiano.
- 1982: Kany García, es una cantautora y músico puertorriqueño-estadounidense.
- 1982: Hyun Bin, actor y cantante surcoreano.
- 1983: Donald Glover, actor, cantante y comediante estadounidense.
- 1984: Matías Silvestre, futbolista argentino.
- 1984: Annabelle Wallis, actriz británica.
- 1984: Zach Woods, actor y comediante estadounidense.
- 1984: Junior Roldán, narcotraficante ecuatoriano (f. 2023).
- 1985: Jessica Gomes, modelo australiana.
- 1985: Calvin Johnson, jugador estadounidense de fútbol americano.
- 1988: Tamaryn Payne, actriz británica.
- 1990: Sam Clucas, futbolista británico.
- 1991: Emmy Clarke, actriz estadounidense.
- 1992: Rosalía, cantante española.
- 1994: Jansen Panettiere, actor estadounidense (f. 2023).
- 1995: Sofía Reyes, cantante y compositora mexicana.
- 1995: Joy Sunday, actriz estadounidense.
- 1995: Jean-Philippe Gbamin, futbolista marfileño.
- 1995: Raúl Suárez Góngora, futbolista mexicano.
- 1995: Ahmad Caver, baloncestista estadounidense.
- 1997: Szymon Żurkowski, futbolista polaco.
- 2003: Bella Ramsey, actriz británica.
- 2003: Kodai Sano, futbolista japonés.

## Fallecimientos
- 303: Fermín de Amiens, obispo y santo navarro (n. 272).
- 744: Yazid III, califa musulmán (n. 701).
- 1066: Harald III Hardrada, rey vikingo noruego (n. 1015).
- 1066: Tostig Godwinson, militar inglés, hermano de Harold Godwinson (n. 1026).
- 1392: Sergio de Rádonezh, religioso ruso, el más importante reformador monástico de la Rusia medieval, canonizado por el cristianismo (n. 1314).
- 1396: Jean de Vienne, general y almirante francés (n. 1341).
- 1496: Piero Capponi, soldado y político italiano (n. 1447).
- 1506: Felipe I, rey español, llamado «el Hermoso» (n. 1478).
- 1534: Clemente VII, papa italiano entre 1523 y 1534 (n. 1478).
- 1536: Johannes Secundus, poeta neerlandés (n. 1511).
- 1617: Francisco Suárez, teólogo español (n. 1548).
- 1617: Go-Yōzei, emperador japonés (n. 1572).
- 1626: Théophile de Viau, escritor francés (n. 1590).
- 1690: Pieter van Lint, pintor flamenco (n. 1609).
- 1777: Johann Heinrich Lambert, matemático, físico y astrónomo alemán de origen francés (n. 1728).
- 1792: Adam Gottlob Moltke, político danés (n. 1710).
- 1840: Etienne Jacques Joseph MacDonald, militar francés (n. 1765).
- 1849: Johann Strauss, compositor austríaco (n. 1804).

Andrés de Santa Cruz.

- 1865: Andrés de Santa Cruz, militar boliviano; presidente de Bolivia entre 1829 y 1839 y presidente del Perú en 1827 (n. 1792).
- 1878: August Petermann, cartógrafo y geólogo alemán (n. 1822).
- 1885: Pierre Edmond Boissier, botánico suizo (n. 1810).
- 1898: Cándido Gómez Carreño, sacerdote franciscano español, muerto de beriberi durante el sitio de Baler (Filipinas) (n. ¿?).
- 1928: Richard F. Outcault, dibujante e historietista estadounidense (n. 1863).
- 1929: Alberto Weisbach, escritor uruguayo (n. 1883).
- 1933: Ring Lardner, periodista y escritor estadounidense (n. 1885).
- 1940: Marguerite Clark, actriz estadounidense (n. 1883).
- 1954: Vitaliano Brancati, escritor italiano (n. 1907).
- 1954: Eugenio d’Ors, escritor, periodista y crítico español (n. 1881).
- 1958: John Broadus Watson, psicólogo estadounidense (n. 1878).
- 1965: Felipe Acedo Colunga, político español (n. 1896).
- 1968: Cornell Woolrich, escritor estadounidense (n. 1903).
- 1970: Erich Maria Remarque, novelista alemán (n. 1898).
- 1970ː Inez Haynes Irwin, autora feminista estadounidense (n. 1873).
- 1971: Hugo Black, capitán, jurista y político estadounidense (n. 1886).
- 1972: Alejandra Pizarnik, poetisa y traductora argentina (n. 1936).
- 1973: José Ignacio Rucci, dirigente sindical argentino; asesinado (n. 1924).
- 1976: Gonzalo Arango, escritor y poeta colombiano (n. 1931).
- 1977: Ernesto Pinto Lagarrigue, ingeniero y político chileno (n. 1918).
- 1979: Tapio Rautavaara, atleta, cantante y actor finlandés (n. 1915).
- 1980: John Bonham, baterista británico, de la banda Led Zeppelin (n. 1948).
- 1980: Lewis Milestone, cineasta estadounidense de origen ruso (n. 1895).
- 1983: Leopoldo III, rey belga (n. 1901).
- 1984: Walter Pidgeon, actor y cantante canadiense-estadounidense (n. 1897).
- 1985: Enrique Lafuente Ferrari, historiador de arte español (n. 1898).
- 1986: Nikolái Semiónov, químico ruso, premio Nobel de Química en 1956 (n. 1896).
- 1987: Mary Astor, actriz estadounidense (n. 1906).
- 1987: Emlyn Williams, actor y dramaturgo británico (n. 1905).
- 1990: Francisco Ruiz-Jarabo, jurista y político español (n. 1901).
- 1991: Klaus Barbie, militar genocida nazi alemán (n. 1913).
- 1991: Viviane Romance, actriz y productora francesa (n. 1912).
- 1992: César Manrique, artista español (n. 1919).
- 1994: Guido Santórsola, músico, compositor, director de orquesta y profesor brasileño nacido en Italia y radicado en Uruguay (n. 1904).
- 1995: Dorothy Dickson, actriz y cantante estadounidense (n. 1893).
- 1997: Jean Françaix, director de orquesta, compositor y pianista francés (n. 1912).
- 1999: Marion Zimmer Bradley, escritora estadounidense (n. 1930).
- 2000: R. S. Thomas, sacerdote y poeta británico (n. 1913).
- 2003: Franco Modigliani, economista italiano (n. 1918).
- 2003: Edward Said, filósofo, crítico y activista palestino (n. 1935).
- 2005: Don Adams, actor, director y guionista estadounidense, de Agente 86 (n. 1923).
- 2005: Urie Bronfenbrenner, psicólogo ruso (n. 1917).
- 2006: John M. Ford, escritor y poeta estadounidense (n. 1957).
- 2008: Derog Gioura, político nauruano, 23.º presidente (n. 1932).
- 2009: Alicia de Larrocha, pianista española (n. 1923).
- 2010: Vincent Floissac, jurista y político santaluciano (n. 1928).
- 2010: Bernardino Landete, rejoneador y jinete español (n. 1925).
- 2011: Wangari Maathai, activista keniana, premio Nobel de la Paz en 2004 (n. 1940).
- 2011: Julio Cozzi, futbolista argentino (n. 1922).
- 2012: Neset Ertas, ejecutante de bağlama, cantante y compositor turco (n. 1938).
- 2012: Alonso Lujambio, politólogo mexicano (n. 1962).
- 2012: Andy Williams, cantante y actor estadounidense (n. 1927).
- 2013: Choi In-ho, escritor surcoreano (n. 1945).
- 2013: Ron Fenton, futbolista, entrenador y mánager británico (n. 1940).
- 2013: José Montoya, poeta y educador estadounidense (n. 1932).
- 2015: Hugo Gutiérrez Vega, poeta mexicano (n. 1934).
- 2016: David Padilla, militar boliviano, presidente de Bolivia entre 1978 y 1979 (n. 1927).
- 2019: Mariano Figueres Olsen, político costarricense (n. 1960).
- 2020: Goran Paskaljević,  director de cine y guionista serbio (n. 1947).
- 2021: Patricio Manns, cantautor y escritor chileno (n. 1937).
- 2023: David McCallum, actor y músico británico (n. 1933).

## Celebraciones
- Día Mundial del Pulmón.[3] Propuesto por el Foro Internacional de Sociedades Respiratorias, para alentar acciones para la mejoría de la salud respiratoria mundial.
Celebración relacionada: 22 de enero ● Día Mundial de la Respiración.

- Día Mundial del Farmacéutico.[4] Establecido por la Federación Internacional de Farmacéuticos (FIP) en el año 2009 para conmemorar la creación de dicha organización, que se fundó el mismo día en 1912 y tiene su sede en La Haya, Países Bajos.
- Día Internacional de la Ataxia.[5] Para concientizar sobre esta enfermedad neurológica.

 Por países
(Por orden alfabético)
- Argentina:
  - Día Nacional de la Ballena Franca Austral.[6]
  - Día del Comerciante de Materiales para la Construcción.[7]
    -  Misiones: 
      - Aniversario de la segunda fundación de San Ignacio. 25 de septiembre de 1877 (hace ya 147 años, 9 meses y 21 días).[8]
      - Aniversario de Puerto Esperanza. Fundación: 25 de septiembre de 1926 (hace ya 98 años, 9 meses y 21 días).[9]
      - Aniversario de Mojón Grande. Fundación: 25 de septiembre de 1945 (hace ya 79 años, 9 meses y 21 días).[10]

- El Salvador:
  - Día del Apicultor Salvadoreño.[11]

- Estados Unidos:
  - Día Nacional de los Administradores de Investigación.
  - Día Nacional de la Psicoterapia.
(en inglés: Psychotherapy Day).
  - Día Nacional de las Hijas.
(en inglés: Daughter Day).
  - Día Nacional del Cómic.
(en inglés: Comic Book Day).
  - Día Nacional de la Cocina.
(en inglés: Cooking Day).

- Francia:
  - Día de Reconocimiento Nacional de los Harkis.

- Mozambique:
  - Día de las Fuerzas Armadas o Día de la Revolución.

- Nauru:
  - Día Nacional de la Juventud.

### Santoral católico

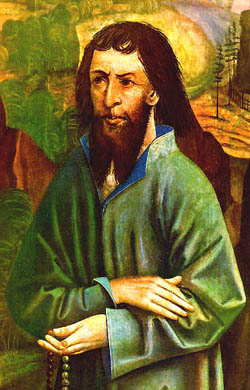
Nicolás de Flüe, retablo de la iglesia parroquial de Sachseln.

- San Nicolás de Flüe, patrón de Suiza.
- San Cleofás, discípulo.
- San Fermín de Amiens, obispo y mártir.
- Santos Pablo, Tata, Sabiniano, Máximo, Rufo y Eugenio de Damasco, mártires (s. IV).
- San Solemne de Chartres, obispo (511).
- San Principio de Soissons, obispo (s. VI).
- San Finbarro de Cork, obispo (s. VI).
- San Aunacario de Auxerre, obispo (605).
- San Ermenfrido de Cusance, abad (670).
- San Sergio de Radonez, abad (1392).
- San Cristóbal de La Guardia, mártir (1490).
- Beato Marcos Criado, presbítero y mártir (1569).
- Beatos Juan Pedro Bengon Aranguren, Pablo María Leoz y Portillo y Jesús Hita Miranda, mártires (1936).

 Por países
(Por orden alfabético)
- Argentina:
  -  Misiones: 
    - San Nicolás de Flüe, patrono de Ruiz de Montoya.

- Suiza:
  - San Nicolás de Flüe, patrono de Suiza.